# 菊池琢己
菊池 琢己（きくち たくみ、1960年12月16日 - ）は、日本のギタリスト、アレンジャー、プロデューサーである。神奈川県横浜市出身、日本工学院専門学校卒業。